# Загубљен говор
„Загубљен говор” је југословенска телевизијска серија снимљена 1988. године у продукцији ТВ Сарајево.

## Улоге
| Глумац              | Улога                 |
| ------------------- | --------------------- |
| Љуба Тадић          | Професор (6 еп. 1988) |
| Миралем Зупчевић    | (6 еп. 1988)          |
| Божидарка Фрајт     | (5 еп. 1988)          |
| Рејхан Демирџић     | (5 еп. 1988)          |
| Славко Симић        | (4 еп. 1988)          |
| Јосипа Мауер        | (3 еп. 1988)          |
| Михајло Мрваљевић   | (5 еп. 1988)          |
| Александар Мицић    | (3 еп. 1988)          |
| Сенад Башић         | (2 еп. 1988)          |
| Хранислав Рашић     | (2 еп. 1988)          |
| Небојша Вељовић     | (2 еп. 1988)          |
| Миодраг Радовановић | (1 еп. 1988)          |
| Драган Јовичић      | (1 еп. 1988)          |
| Алија Аљевић        | (1 еп. 1988)          |
| Зоран Бечић         | (1 еп. 1988)          |
| Јасна Бери          | (1 еп. 1988)          |
| Јасна Диклић        | (1 еп. 1988)          |
| Вања Драх           | (1 еп. 1988)          |
| Сена Мустајбашић    | (1 еп. 1988)          |
| Нермин Тулић        | (1 еп. 1988)          |

Комплетна ТВ екипа ▼
| Редитељ    | Фарук Соколовић | (6 еп. 1988) |
| Сценариста | Срђан Аркос     | (6 еп. 1988) |